# Oleg Sergejewitsch Kulkow

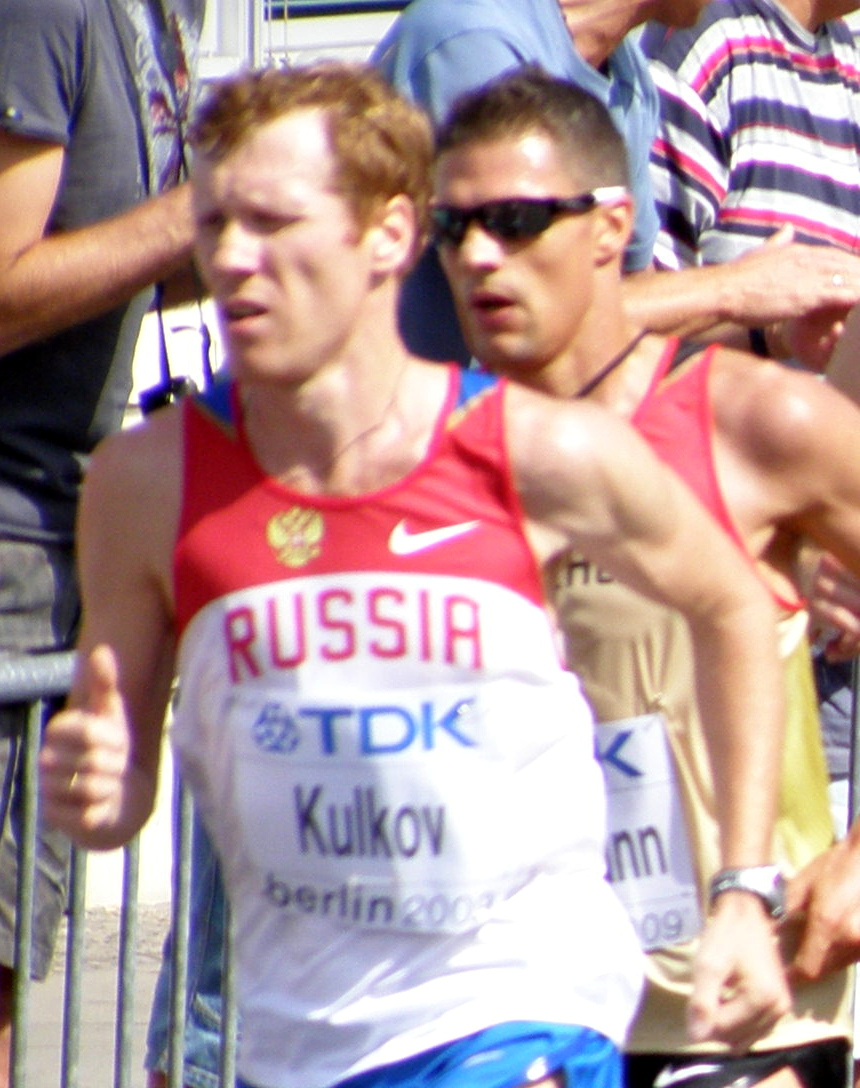
Oleg Kulkow bei den Weltmeisterschaften 2009

Oleg Sergejewitsch Kulkow (russisch Олег Сергеевич Кульков, engl. Transkription Oleg Kulkov; * 6. März 1978 in Werchnjaja Pyschma) ist ein russischer Marathonläufer.
2006 wurde er Dritter beim Dresden-Marathon und 2007 Vierter beim Country Music Marathon.
2008 qualifizierte er sich durch einen Sieg beim Zürich-Marathon für die Olympischen Spiele in Peking, bei denen er auf Rang 29 einlief.
Im Jahr darauf wurde er Zweiter in Zürich, kam bei den Weltmeisterschaften in Berlin auf den 20. Platz und wurde Siebter beim Fukuoka-Marathon.
2010 wurde er Achter beim Vienna City Marathon und belegte bei den Europameisterschaften in Barcelona den 15. Platz.

## Persönliche Bestzeiten
- 5000 m: 14:05,95 min, 12. Juli 2005, Tula
- 10.000 m: 28:41,68 min, 14. Juli 2007, Schukowski
- Marathon: 2:10:13 h, 26. April 2009, Zürich

## Fußnote
1. ↑  IAAF: Kulkov, Birra Take Zurich Marathon victories (Memento vom 23. April 2008 im Internet Archive). 20. April 2008

| Personendaten    | Personendaten                         |
| ---------------- | ------------------------------------- |
| NAME             | Kulkow, Oleg Sergejewitsch            |
| ALTERNATIVNAMEN  | Кульков, Олег Сергеевич; Kulkov, Oleg |
| KURZBESCHREIBUNG | russischer Marathonläufer             |
| GEBURTSDATUM     | 6. März 1978                          |
| GEBURTSORT       | Werchnjaja Pyschma                    |